# Cantó de La Ferté-Saint-Aubin
El cantó de La Ferté-Saint-Aubin és un cantó francès del departament de Loiret, situat al districte d'Orleans. Té sis municipis i el cap és La Ferté-Saint-Aubin.

## Municipis
- Ardon
- La Ferté-Saint-Aubin
- Ligny-le-Ribault
- Marcilly-en-Villette
- Ménestreau-en-Villette
- Sennely

## Història
| Data d'elecció                           | Identitat             | Partit                                  | Qualitat |
| ---------------------------------------- | --------------------- | --------------------------------------- | -------- |
| 1945-1958                                | Léon Cossonnet        | SFIO                                    |          |
| 1958-1970                                | Jacques Martin        | Divers droite, després UNR, després UDR |          |
| 1970-1982                                | Jean-Claude Groeninck | PSU, després PS                         |          |
| 1982-                                    | Xavier Deschamps      | RPR, després UMP                        |          |
| les dades anteriors no són pas conegudes |                       |                                         |          |
|                                          |                       |                                         |          |

## Demografia
| A partir de 1990: Població sense dobles comptes |